# Letnia Uniwersjada 1999

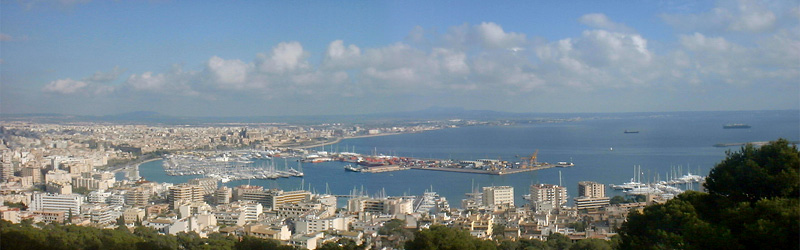
Palma de Mallorca

20. Letnia Uniwersjada – międzynarodowe zawody sportowców - studentów, które odbyły się w Palma de Mallorca na hiszpańskiej Majorce między 3 a 13 lipca 1999 roku. W imprezie wzięło udział 4076 uczestników z 125 krajów, którzy rywalizowali w 13 dyscyplinach. Główną areną imprezy był ONO Estadi.

## Dyscypliny

### Sporty obowiązkowe
| - Gimnastyka sportowa - Koszykówka - Lekkoatletyka | - Piłka nożna - Piłka wodna - Pływanie - Piłka siatkowa | - Szermierka - Tenis - Skoki do wody |
| Sporty wymienne                                    |                                                         |                                      |
| - Judo                                             | - Żeglarstwo                                            |                                      |

## Polskie medale
Reprezentanci Polski zdobyli w sumie 13 medali. Wynik ten dał polskiej drużynie 11. miejsce w klasyfikacji medalowej.

### Złoto
- Paweł Januszewski – lekkoatletyka, bieg na 400 metrów przez płotki – 48,64
- Ewa Rybak – lekkoatletyka, rzut oszczepem – 60,76
- Tomasz Stańczyk, Tomasz Jakubiak – żeglarstwo, klasa 470
- Maciej Grabowski – żeglarstwo, klasa Laser

### Srebro
- Leszek Zblewski – lekkoatletyka, bieg na 1500 metrów – 3:41,81
- Zuzanna Radecka – lekkoatletyka, bieg na 200 metrów – 23,14
- Agnieszka Rysiukiewicz, Monika Borejza, Irena Sznajder, Zuzanna Radecka – lekkoatletyka, sztafeta 4 × 100 metrów – 43,74
- Joanna Wiśniewska – lekkoatletyka, rzut dyskiem – 63,97
- Katarzyna Teodorowicz, Anna Żarska – tenis ziemny, debel
- Krzysztof Walka, Jarosław Rodzewicz, Sławomir Mocek, Wojciech Szuchnicki – szermierka, szpada drużyna męska
- Bartłomiej Kurowski, Łukasz Paluszczak, Tomasz Szklarski, Wojciech Woźniak – szermierka, floret drużyna męska

### Brąz
- Sławomir Mocek – szermierka, floret
- Bartłomiej Kurowski – szermierka, szpada